# Aaron Director
 (avril 2008).
Si vous disposez d'ouvrages ou d'articles de référence ou si vous connaissez des sites web de qualité traitant du thème abordé ici, merci de compléter l'article en donnant les références utiles à sa vérifiabilité et en les liant à la section « Notes et références ».
 (novembre 2014).
Pour les articles homonymes, voir Director.
Aaron Director (21 septembre 1901 - 11 septembre 2004) fut un célèbre professeur de droit à l'Université de Chicago Law School. Il joua un rôle central dans le développement de l'école de Chicago et d'analyse économique du droit. Il a une sœur, Rose, économiste, qui se marie avec du célèbre économiste Milton Friedman.

## Biographie
Né en 1901 à Charterisk en Ukraine dans une famille juive, Director immigra aux États-Unis après la Première Guerre mondiale. Durant la Seconde Guerre mondiale, il occupa des postes dans le Département de la guerre et le Département du commerce.
Il fut assistant à l'Université Yale. En 1946, Director est nommé à la faculté de l'Université de Chicago Law School. Durant un demi-siècle, il fera preuve d'une grande productivité intellectuelle malgré sa réticence à la publication qui lui valut quelques critiques. Cependant, ses critiques sont vite balayées par ses collègues qui lui valent une admiration vraiment importante comme en témoigne Douglas Baird, professeur et ancien doyen de la University of Chicago Law School dans ceci : « Aaron Director était d'abord et avant tout l'enseignant des enseignants ».
Professeurs de droit de la concurrence (ou « Antitrust »), Aaron Director et Edward Hirsch Levi ont influencé un grand nombre de juristes par leurs cours mêlant droit et économie notamment Robert Bork, Richard Posner, Antonin Scalia et le juge en chef William Rehnquist. Ce sera d'ailleurs Director qui fera rencontrer les personnes les plus importantes pour le développement du courant d'analyse économique du droit : Gary Becker, Richard Posner et William Landes.
Il fonda le Journal of Law and Economics en 1958 qu'il dirigea au côté du prix Nobel Ronald Coase, qui a aidé à unir les domaines du droit et de l'économie avec une grande portée d'influence.
Aaron Director est mort le 11 septembre 2004 en Californie.  Il a été nommé professeur émérite avant de mourir.